# Ермачиха (Мамонтовский район)
Ермачиха — село в Мамонтовском районе Алтайском крае Российской Федерации. Входит в состав Корчинского сельсовета (до 2013 г. образовывало отдельное сельское поселение Ермачихинский сельсовет).

## Географическое положение
Неподалёку от села находится кладбище, рядом протекает река Ермачиха.

## Улицы
В селе Ермачиха расположены 7 улиц:
- улица Бочарникова
- улица Мира
- улица Московская
- улица Новая
- улица Петровская
- улица Рязанская
- улица Центральная

## История
Основано в 1703 г. В 1928 году село Старая Ермачиха состояло из 679 хозяйств, основное население — русские. В административном отношении являлось центром Ермачихинского сельсовета Куликовского района Каменского округа Сибирского края.

## Население
| 1926 | 1997 | 1998 | 1999 | 2000 | 2001 | 2002 | 2003 | 2004 | 2005 |
| ---- | ---- | ---- | ---- | ---- | ---- | ---- | ---- | ---- | ---- |
| 3300 | ↘605 | ↘587 | ↘564 | ↗584 | ↗589 | ↘582 | ↘572 | ↘534 | ↘511 |
| 2006 | 2007 | 2008 | 2009 | 2010 | 2011 | 2012 | 2013 | 2014 |      |
| ↗525 | ↘520 | ↘512 | ↘500 | ↘427 | ↗429 | ↘410 | ↘399 | ↘394 |      |

Национальный состав
Согласно результатам переписи 2002 года, в национальной структуре населения русские составляли 94 %.